# ザードの伝説
『ザードの伝説』（ザードのでんせつ）は、1991年10月18日にビック東海より発売されたゲームボーイ用のロールプレイングゲーム。
1993年には本作の20年後の未来を舞台とした続編『ザードの伝説2 偽神の領域』が発売されている。

## 概要
「ウル」という名の世界を舞台にしたファンタジーRPG。タイトルの「ザード」とは、この世界における伝説の勇者の名前である。王子である主人公が悪の道に走った双子の兄を倒すために戦いの旅に出て、冒険の途中で出会った魔法使いのヒロイン、そして旅の途中で生まれた主人公と魔法使いの少女との間の子供である勇者と共に戦う物語。
ゲームボーイのバグを使用しているため、動作するプラットフォームはゲームボーイとスーパーゲームボーイの2つのみである。それ以外のプラットフォーム(ゲームボーイカラー以降)では動作しない。

## ゲーム内容
このゲームは前述のとおり、主人公、ヒロイン、勇者の3人がプレーヤーキャラクターとなる。このゲームでは防御力の数値があまり効果をもたらさず、素早さの概念がないので行動の順番はランダムである。逃走コマンドは1ターンにパーティの人数分行うことができる。パッケージには「合成音声によりモンスターが断末魔の悲鳴を上げる」とある通り、敵を倒すたびにモンスターが悲鳴を上げる効果音が出ることが特徴。アイテムはパーティの各キャラクターが持っているが、アイテムを持たせたり装備を変更したりできるのは主人公、ヒロイン、勇者の3人だけである。イベントによってパーティに加入するNPCは「だいじなもの」という名前のアイテムを所有しているが戦闘中にしか使用できず、効果も使ってみないとわからない。
後述する理由からこのゲームは「バカゲー」と評されるが、システム的にはRPGとして特別おかしな出来ではない。

## 登場人物
主人公（デフォルト名はジェイク）
キーグ城の王子。悪の道に進んだ実兄が一人いる。魔法は使えず、武器による攻撃を専門とする。
マアナ
ヒロイン。マドウ城の王女達と共に魔物に誘拐されたところを、主人公達に助けられる。母から教わったフォウス（魔法）と駆使して戦う典型的な魔法使いタイプ。
ザード
800年に一度、復活するという「魔王ギース」を倒すために現れる勇者。マアナが出産するとその子供がザードであることが明らかになる（後述）。
ジェイム
マアナの妊娠中、代わりにパーティに参加する。土方が本業。
メイア
ヒロインマアナの母で、マドウ王国では名の知れたフォウス（魔法）の使い手。
ファルコ
神の使いと言われている聖竜。
デルロウ
関所を抜けようと、長老の祠から通行許可書を盗んだ男。

## スタッフ
- プロデューサー：四条いくお
- ディレクター：澤田芳明、ウラトリマクリマン8
- システム・メーカー：ぬまたろー、らいかのパパ（菅野ひろと）
- オリジナル・ワーク：ウルフいかまーい
- シナリオ・ライター：きどころひとみ、アルモンプラス（野村十稔）
- プログラム・デザイナー：だめなのよいしはら、ゆきみパパ（もりしたゆきみ）、ダデダしょーじ、サイレントたかはし
- アート・クリエーター：はしうりゆき
- モンスター・デザイン：はらだしちょう
- 音楽：げんきんたまやま
- ノイジー・デバッガー：どつかんぽいとー、けんじあるもん

## 評価

### 雑誌媒体での評価
- ゲーム誌『ファミコン通信』の「クロスレビュー」では、6・6・7・5の合計24点（満40点）となっており[3][1]、レビュアーからの肯定的な意見としては「ツボをおさえた程度のよいRPGに仕上がっている」、「わりとお手軽な雰囲気のRPG。人のセリフなどに深みが感じられないが、携帯用ゲーム機でプレーするにはこの程度がちょうどよいのでは」などと評されているが、否定的な意見としては「敵から受けるダメージが大きく、つねに体力回復を考えてなきゃいけない」、「敵にやられるとゲームオーバーになってしまうのは、携帯用ということを考えるとつらい」などと評されている[3]。

- ゲーム誌『ファミリーコンピュータMagazine』の読者投票による「ゲーム通信簿」での評価は以下の通りとなっており、19.5点（満30点）となっている[2]。また、1998年に刊行されたゲーム誌『超絶 大技林 '98年春版』（徳間書店）では、「戦闘時のコマンドはすべてグラフィックで表示されるのでわかりやすい。マップが広大なうえに、イベントも多いので、じっくり楽しめる」と紹介されている[2]。

| 項目 | キャラクタ | 音楽 | お買得度 | 操作性 | 熱中度 | オリジナリティ | 総合 |
| 得点 | 3.2        | 3.4  | 3.2      | 3.3    | 3.2    | 3.2            | 19.5 |

### バカゲーとしての評価
本作は性急なストーリーの展開から、専門の文献でも「バカゲー」として紹介されることがある。
- ヒロインの母親・メイアから、ヒロインを仲間にするよう頼まれるが、メイアが神のお告げを聞いたことをなぜか主人公が「実は私もその話は父から聞いていました」と応える。ストーリー中でプレイヤーがそれを予め知る術はない。
- 主人公とヒロインが2人で、ある町の教会を訪れると、司祭から「神のお告げがあったから」といきなり結婚式が始まり、何のためらいもなく主人公とヒロインは結婚。
- その町の次の町へ行くとヒロインがいきなり妊娠、ある町で出産すると医師が「その子の名前は『ザード』にしよう。君達が探していた伝説の勇者が実はこの子なんだ」と勝手に名付ける。主人公たちが勇者を探している設定はここで初めて明らかになる。
- 生まれたばかりの息子を勇者の泉に入れるといきなり大人になる。
- ある国の王を殺して入れ替っていたモンスターを倒すと、国民は「新しい王様を募集中」と言い出す。